# Чаров, Яков Наумович
Яков Наумович Чаров (Яков Наумович Хаймович; ? — 1948) — советский театральный режиссёр.

## Биография
Участник театральной жизни Ленинграда в 1920—1930-х гг.
С ним работали в Передвижном театре и Госагиттеатре (ГАТе) — Мария Марусина, Игорь Терентьев и другие театральные деятели.
В конце 1920-х годов — руководитель Карельского театра драмы в Петрозаводске. Заслуженный деятель искусств Карельской АССР (1938).
Главный режиссёр Колхозно-совхозного передвижного театра имени Леноблисполкома.

## Сценография

### Режиссёр
- «Гляди в Оба»[1]
- «Фома Опискин» по произведению Ф. Достоевского «Село Степанчиково и его обитатели»[2]